# Sofiane Feghouli
Sofiane Feghouli (arab. سفيان فغولي, Sufyān Faghūlī; ur. 26 grudnia 1989 w Levallois-Perret) – algierski piłkarz francuskiego pochodzenia występujący na pozycji napastnika w tureckim klubie Fatih Karagümrük SK oraz w reprezentacji Algierii. Wychowanek Grenoble Foot 38.